# 래프 오 그램 스튜디오

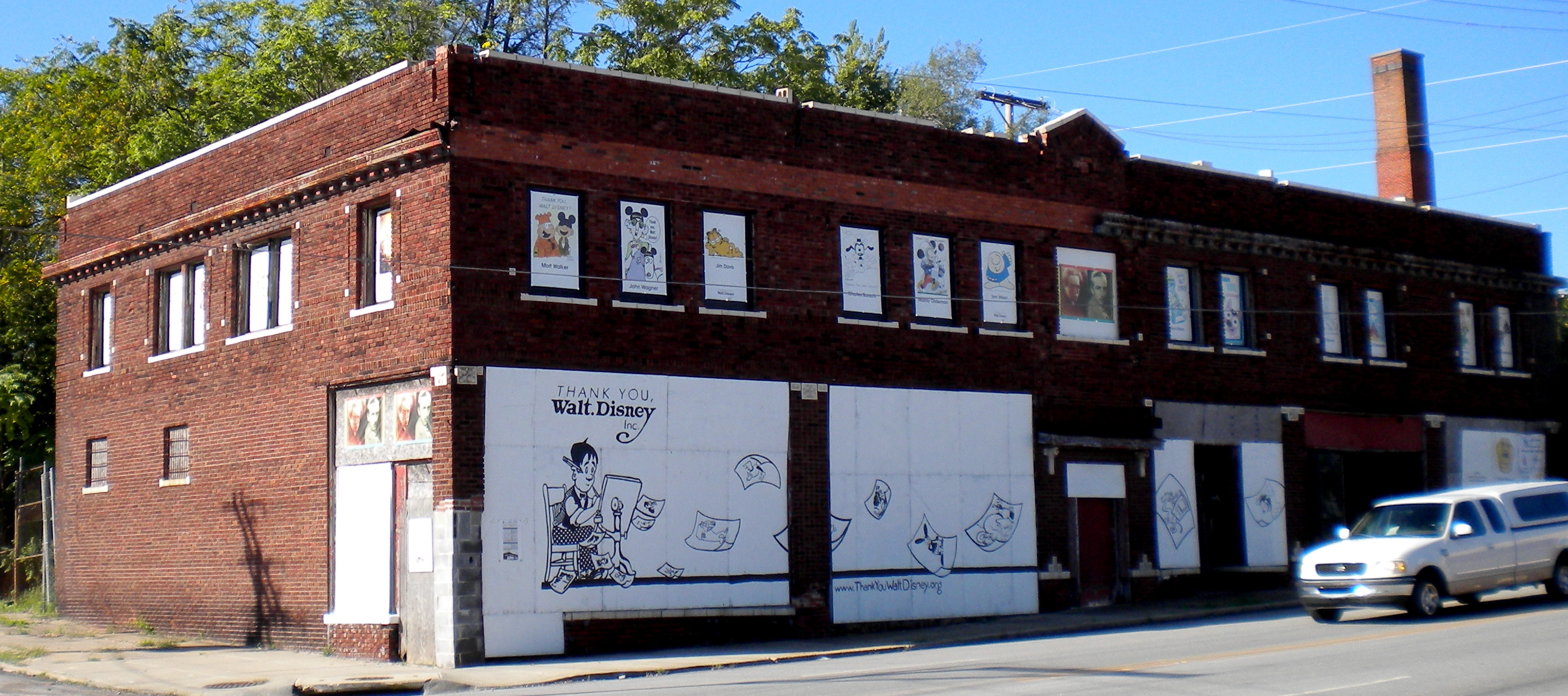
2010년 8월의 맥코나헤이 빌딩

래프 오 그램 스튜디오(Laugh-O-Gram Studio 또는 Laugh-O-Gram Studios)는 미국 캔자스시티 (미주리주)의 1127 이스트 31번가에 있는 맥코나헤이 빌딩 2층에 위치한 애니메이션 제작사로, 1921년 6월 28일부터 1923년 10월 15일까지 운영되었다.
애니메이션 초창기에 이 스튜디오는 월트 디즈니가 데려온 수많은 애니메이션 선구자들의 본거지였다. 이곳은 디즈니와 어브 아이웍스가 미키 마우스를 만드는 데 영감을 준 장소였다. 래프 오 그램은 두 편의 장편 영화 "As Dreamers Do"와 "Walt Before Mickey"의 주제이다.

## 같이 보기
- 스튜디오 시스템